# Punk blues
Le punk blues (ou blues punk) est un genre musical relativement confidentiel, consistant en une sorte de punk rock enrichi de quelques emprunts au blues. Les groupes et musiciens de punk blues incorporent des éléments de styles associés comme le protopunk et blues rock. Ses origines se rapprochent fortement du garage rock des années 1960 et 1970.
Le punk blues s'efforce de conserver la simplicité et l'émotion que partagent les genres punk et blues. Chet Weise, chanteur et guitariste des Immortal Lee County Killers explique que « le punk et le blues réagissent honnêtement à la vie. C'est le blues, c'est notre blues. Il est juste un peu modifié et plus rapide. »

## Origines

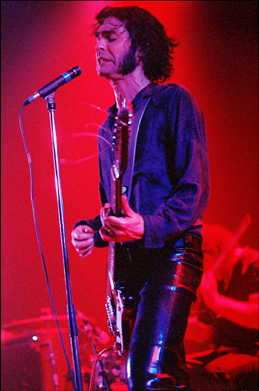
Jon Spencer.

Avant le lancement du mouvement punk à la fin des années 1970, des nombreux précurseurs importants comme The MC5, The Stooges, The Who, The Sonics, Captain Beefheart et New York Dolls s'intéressent au blues américain.
AllMusic explique que le punk blues s'inspire « du garage rock du milieu des années 1960, du hurlement primaire de Captain Beefheart à ses débuts, et en particulier du LP Fire of Love de Gun Club, sorti en 1981. » Également selon AllMusic : « Le punk blues se consolide au début des années 1990 avec des groupes comme Jon Spencer Blues Explosion, The Oblivians, The Gories et les Gibson Brothers », et « continue dans sa lancée dans les années 2000 grâce à la popularité des White Stripes. » John Doe, du groupe punk originaire de Los Angeles X, attribue à Jeffrey Lee Pierce et Gun Club l'invention d'un nouveau style de musique mêlant punk et blues.

## Groupes associés
Lancé par son album Prison Bound en 1988, le groupe punk Social Distortion commence à incorporer rockabilly, country et blues à sa musique. À la même période, Rollins Band adoptent des jams blues orientés punk. Au début des années 1990, la musicienne britannique PJ Harvey explore une variante avant-gardiste du style.
La scène garage rock de Détroit portant des groupes comme The White Stripes continue à prospérer grâce à des musiciens et groupes de punk blues qui aident à maintenir le style, comme The Detroit Cobras, Geraldine, Mystery Girls, The Reigning Sound, Soledad Brothers, The Von Bondies, entre autres. Le groupe originaire de Boston Mr. Airplane Man joue également leur rôle dans ce style. Les groupes de rock indépendant comme The Kills et Deadboy & the Elephantmen sont associés par la presse spécialisée aux genres punk et blues.